# Slane
Slane (irl. Baile Shláine) – miasto nad rzeką Boyne w hrabstwie Meath w Irlandii.
Znajduje się tutaj Hill of Slane – pagórek, na którym św. Patryk w 433 r. zapalił znicz paschalny, symbolicznie zapoczątkowujący w Irlandii chrześcijaństwo i założył kościół. Dziś są to ruiny kościoła z XVI wieku. W mitologii celtyckiej slane to nazwa studni pobłogosławionej przez Dian Cechta, aby Tuatha de Danaan, którzy się w niej wykąpią, byli uleczeni.